# سینت جنویو (میزوری)
سینت جنویو (به انگلیسی: Ste. Genevieve) یک منطقهٔ مسکونی در ایالات متحده آمریکا است که در شهرستان استی جنویو، میزوری واقع شده‌است. سینت جنویو ۱۰٫۶۴ کیلومتر مربع مساحت و ۴٬۴۱۰ نفر جمعیت دارد و ۱۷۰٫۷ متر بالاتر از سطح دریا قرار دارد.